# Filmografia de Pierce Brosnan

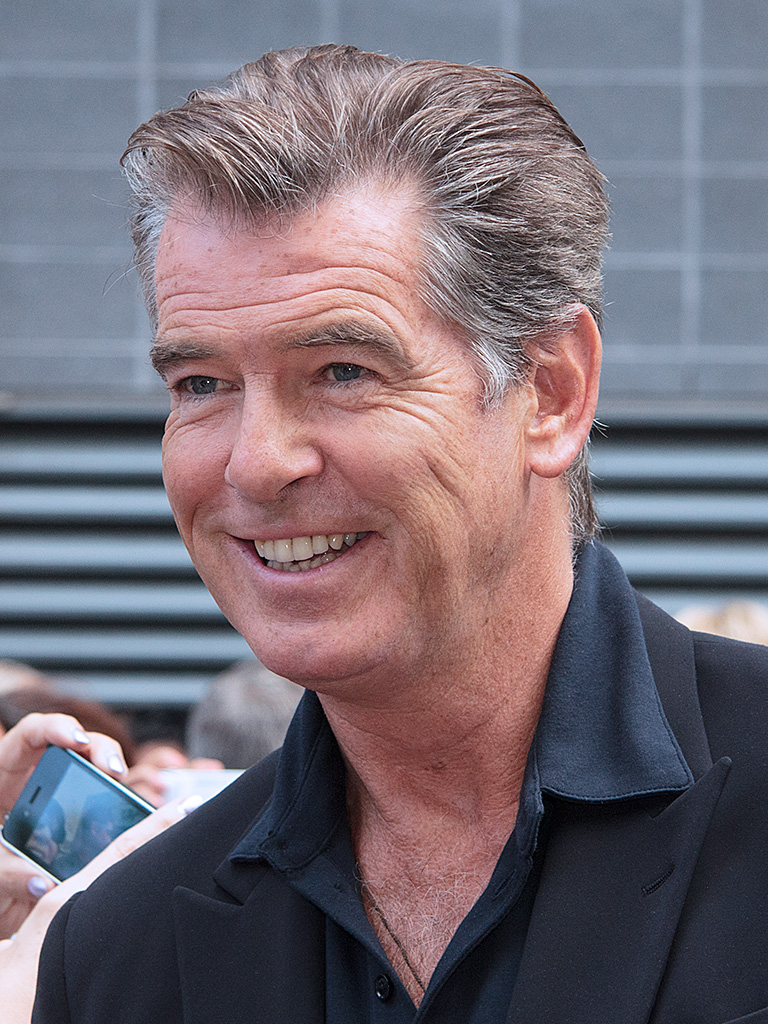
Pierce Brosnan durante o Festival de Cinema de Toronto, em 2013.

Pierce Brosnan é um ator e produtor cinematográfico irlandês cuja carreira cinematográfica teve início com o filme televisivo Murphy's Stroke em 1976. Durante o fim da década de 1970, Brosnan dedicou-se também ao teatro, participando de adaptações de musicais no West End. Em 1980, atuou em um pequeno papel no filme policial The Long Good Friday, estrelado por Bob Hoskins e Helen Mirren, e considerado um dos maiores filmes britânicos já realizados. Em 1982, atuou na minissérie Nancy Astor, que dramatizava a vida de Lady Nancy Astor, a primeira mulher a participar do parlamento britânico. Por sua performance, Brosnan recebeu sua primeira indicação ao Globo de Ouro de Melhor Ator Secundário em Televisão. No anos seguintes, ganhou popularidade nos Estados Unidos ao participar da série televisiva Remington Steele.
Em 1987, Brosnan dividiu as telas com Michael Caine no filme de suspense The Fourth Protocol, considerado seu primeiro trabalho de destaque no cinema. No ano seguinte, estrelou o filme de aventura The Deceivers e a minissérie Noble House. Em 1992, interpretou um cientista alucinado no suspense de ficção científica The Lawnmower Man e, no ano seguinte, contracenou com Robin Williams e Sally Field na comédia Mrs. Doubtfire. O filme foi vencedor diversos prêmios, incluindo o Globo de Ouro de Melhor Filme - Comédia ou Musical.
Brosnan tornou-se o quinto ator a interpretar James Bond ao estrelar GoldenEye (1995), o primeiro filme da franquia James Bond lançado após um hiato de seis anos. Com mais de 350 milhões de dólares em bilheterias, o filme foi o lançamento mais bem-sucedido do ano. No ano seguinte, estrelou a comédia de ficção científica Mars Attacks! e atuou na comédia romântica The Mirror Has Two Faces. Em 1997, Brosnan interpretou o personagem literário Robinson Crusoe no filme homônimo, co-estrelou o filme de desastre Dante's Peak ao lado de Linda Hamilton e voltou a interpretar James Bond na sequência Tomorrow Never Dies. Por sua performance neste último, venceu o Prêmio Saturno de Melhor Ator em Cinema. Brosnan reprisaria o papel em mais duas produções: The World Is Not Enough (1999) e Die Another Day (2002), ambos bem recebidos por crítica e público. No fim da década de 1990, gozando de alta popularidade em filmes de suspense, Brosnan estrelou Grey Owl e os filmes de espionagem The Thomas Crown Affair (1999) e The Tailor of Panama (2001). Em 2002, estrelou e produziu o drama Evelyn, seu primeiro filme após a fase James Bond. 
Nos anos seguintes, Brosnan dividiu-se entre os gêneros ação e comédia romântica, tendo atuado em After the Sunset e Laws of Attraction (2004), The Matador (2005) e Butterfly on a Wheel (2007). Por sua atuação em The Matador, foi novamente indicado ao Prêmio Saturno de Melhor Ator em Cinema e indicado pela primeira vez ao Globo de Ouro de Melhor Ator em Comédia ou Musical. Brosnan co-estrelou a aclamada comédia musical Mamma Mia! (2008), ao lado de Meryl Streep e Amanda Seyfried; estrelou o suspense The Ghost Writer (2010) e atuou no filme de fantasia Percy Jackson & the Olympians: The Lightning Thief (2010). Em 2014, após mais de uma década afastado do gênero, Brosnan voltou aos filmes de espionagem em The November Man. No ano seguinte, dividiu as telas com Milla Jovovich em Survivor e protagonizou No Escape ao lado de Owen Wilson.

## Filmografia

### Cinema
| Ano  | Filme                                              | Papel | Papel    | Papel                              | Diretor                    | Ref.   |
| Ano  | Filme                                              | Ator  | Produtor | Papel                              | Diretor                    | Ref.   |
| ---- | -------------------------------------------------- | ----- | -------- | ---------------------------------- | -------------------------- | ------ |
| 1979 | Murphy's Stroke                                    | Sim   |          | Edward O'Grady                     | Frank Cvitanovich          |        |
| 1980 | The Long Good Friday                               | Sim   |          | Membro do IRA                      | John Mackenzie             |        |
| 1980 | The Mirror Crack'd                                 | Sim   |          | 'Jamie'                            | Guy Hamilton               |        |
| 1986 | Nomads                                             | Sim   |          | Jean Charles Pommier               | John McTiernan             |        |
| 1987 | Taffin                                             | Sim   |          | Mark Taffin                        | Francis Megahy             |        |
| 1987 | The Fourth Protocol                                | Sim   |          | Valeri Petrofsky/James Edward Ross | John Mackenzie             |        |
| 1992 | The Lawnmower Man                                  | Sim   |          | Lawrence Angelo                    | Brett Leonard              |        |
| 1992 | Live Wire                                          | Sim   |          | Danny O'Neill                      | Christian Duguay           |        |
| 1993 | Mrs. Doubtfire                                     | Sim   |          | Stuart Dunmeyer                    | Chris Columbus             | [ 17 ] |
| 1993 | Death Train                                        | Sim   |          | Michael Graham                     | David Jackson              |        |
| 1993 | Entangled                                          | Sim   |          | Garavan                            | Max Fischer                |        |
| 1993 | The Broken Chain                                   | Sim   |          | Sir William Johnson                | Lamont Johnson             |        |
| 1994 | Love Affair                                        | Sim   |          | Ken Allen                          | Glenn Gordon Caron         |        |
| 1994 | Don't Talk to Strangers                            | Sim   |          | Douglas Patrick Brody              | Robert Lewis               |        |
| 1995 | Night Watch                                        | Sim   |          | Michael Graham                     | David Jackson              |        |
| 1995 | GoldenEye                                          | Sim   |          | James Bond                         | Martin Campbell            | [ 18 ] |
| 1996 | Mars Attacks!                                      | Sim   |          | Professor Donald Kessler           | Tim Burton                 |        |
| 1996 | The Mirror Has Two Faces                           | Sim   |          | Alex                               | Barbra Streisand           |        |
| 1997 | Robinson Crusoe                                    | Sim   |          | Robinson Crusoe                    | Rod Hardy George T. Miller | [ 19 ] |
| 1997 | Tomorrow Never Dies                                | Sim   |          | James Bond                         | Roger Spottiswoode         | [ 18 ] |
| 1997 | Dante's Peak                                       | Sim   |          | Harry Dalton                       | Roger Donaldson            | [ 20 ] |
| 1998 | Quest for Camelot                                  | Sim   |          | Rei Artur (voz)                    | Frederik Du Chau           | [ 21 ] |
| 1998 | The Nephew                                         | Sim   | Sim      | Joe Brady                          | Eugene Brady               | [ 22 ] |
| 1999 | Grey Owl                                           | Sim   |          | Grey Owl                           | Richard Attenborough       | [ 23 ] |
| 1999 | The World Is Not Enough                            | Sim   |          | James Bond                         | Michael Apted              | [ 24 ] |
| 1999 | The Match                                          | Sim   | Sim      | John MacGhee                       | Mick Davis                 | [ 25 ] |
| 1999 | The Thomas Crown Affair                            | Sim   | Sim      | Thomas Crown                       | John McTiernan             | [ 26 ] |
| 2001 | The Tailor of Panama                               | Sim   |          | Andrew Osnard                      | John Boorman               | [ 27 ] |
| 2002 | Die Another Day                                    | Sim   |          | James Bond                         | Lee Tamahori               | [ 18 ] |
| 2002 | Evelyn                                             | Sim   | Sim      | Desmond Doyle                      | Bruce Beresford            | [ 28 ] |
| 2004 | After the Sunset                                   | Sim   |          | Max Burdett                        | Brett Ratner               | [ 29 ] |
| 2004 | Laws of Attraction                                 | Sim   | Sim      | Daniel Rafferty                    | Peter Howitt               | [ 30 ] |
| 2005 | The Matador                                        | Sim   |          | Julian Noble                       | Richard Shepard            | [ 31 ] |
| 2006 | Seraphim Falls                                     | Sim   |          | Gideon                             | David Von Ancken           | [ 32 ] |
| 2007 | Butterfly on a Wheel                               | Sim   | Sim      | Tom Ryan                           | Mike Barker                | [ 33 ] |
| 2007 | Married Life                                       | Sim   |          | Richard Langley                    | Ira Sachs                  | [ 34 ] |
| 2008 | Mamma Mia!                                         | Sim   |          | Sam Carmichael                     | Phyllida Lloyd             | [ 35 ] |
| 2009 | The Greatest                                       | Sim   |          | Allen Brewer                       | Shana Feste                | [ 36 ] |
| 2010 | The Ghost Writer                                   | Sim   |          | Adam Lang                          | Roman Polanski             | [ 37 ] |
| 2010 | Percy Jackson & the Olympians: The Lightning Thief | Sim   |          | Quíron                             | Chris Columbus             | [ 38 ] |
| 2010 | Remember Me                                        | Sim   |          | Charles Hawkins                    | Allen Coulter              | [ 39 ] |
| 2010 | Oceans                                             | Sim   |          | Narrador (voz)                     | Jacques Perrin             | [ 40 ] |
| 2011 | Salvation Boulevard                                | Sim   |          | Dan Day                            | George Ratliff             | [ 41 ] |
| 2011 | I Don't Know How She Does It                       | Sim   |          | Jack Abelhammer                    | Douglas McGrath            |        |
| 2013 | Love Is All You Need                               | Sim   |          | Phillip                            | Susanne Bier               | [ 42 ] |
| 2013 | The World's End                                    | Sim   |          | Guy Shephard                       | Edgar Wright               | [ 43 ] |
| 2014 | The Love Punch                                     | Sim   |          | Richard Jones                      | Joel Hopkins               | [ 44 ] |
| 2014 | A Long Way Down                                    | Sim   |          | Martin Sharp                       | Pascal Chaumeil            | [ 45 ] |
| 2014 | The November Man                                   | Sim   |          | Peter Devereaux                    | Roger Donaldson            | [ 46 ] |
| 2015 | Some Kind of Beautiful                             | Sim   | Sim      | Richard Haig                       | Tom Vaughan                | [ 47 ] |
| 2015 | Survivor                                           | Sim   |          | Nash "The Watchmaker"              | James McTeigue             | [ 48 ] |
| 2015 | No Escape                                          | Sim   |          | Hammond                            | John Erick Dowdle          | [ 49 ] |
| 2015 | Urge                                               | Sim   |          | Daemon Sloane                      | Aaron Kaufman              | [ 50 ] |
| 2016 | I.T.                                               | Sim   | Sim      | Mike Regan                         | John Moore (cineasta)      |        |
| 2017 | The Only Living Boy in New York                    | Sim   |          | Ethan Webb                         | Marc Webb                  |        |
| 2017 | The Foreigner                                      | Sim   |          | Liam Hennessy                      | Martin Campbell            |        |
| 2018 | Spinning Man                                       | Sim   |          | Det. Robert Malloy                 | Simon Kaijser              |        |
| 2018 | Mamma Mia! Here We Go Again                        | Sim   |          | Sam Carmichael                     | Ol Parker                  |        |
| 2018 | Final Score                                        | Sim   |          | Dimitri Belov                      | Scott Mann                 |        |
| 2020 | Eurovision Song Contest: The Story of Fire Saga    | Sim   |          | Erick Erickssong                   | David Dobkin               |        |
| 2022 | Adão Negro                                         | Sim   |          | Kent Nelson/Senhor Destino         | Jaume-Collet Serra         | [ 51 ] |

### Televisão
| Ano  | Título                                 | Papel                               | Diretor        | Ref.   |
| ---- | -------------------------------------- | ----------------------------------- | -------------- | ------ |
| 1980 | Hammer House of Horror                 | A última vítima                     | Francis Megahy | [ 52 ] |
| 1980 | The Professionals                      | Vigilante                           |                |        |
| 1981 | Manions of America                     | Rory O'Manion                       | Joseph Sargent |        |
| 1982 | Remington Steele                       | Remington Steele                    |                | [ 53 ] |
| 1988 | Noble House                            | Ian Dunross                         | Gary Nelson    | [ 54 ] |
| 1989 | Around the World in 80 Days            | Phileas Fogg                        | Buzz Kulik     | [ 55 ] |
| 2001 | The Simpsons (Treehouse of Horror XII) | Ele mesmo / Voz da "Casa do Futuro" | Jim Reardon    |        |
| 2011 | Bag of Bones                           | Mike Noonan                         | Mick Garris    |        |
| 2017 | The Son                                | Eli McCullough                      | Tom Harper     | [ 56 ] |